# Сумы (аэропорт)
Международный Аэропорт Су́мы (укр. Міжнародний аеропорт Суми; ИАТА: UMY, ИКАО: UKHS) — государственный международный aэропорт расположенный в городе Сумы, Украина. Аэропорт может принимать воздушные суда типа Ту-134 с ограничениями, Ан-24, Як-40 и классом ниже в круглосуточном режиме. Пропускная способность терминала — 100 человек в час.

## История
Регулярные рейсы из нового аэропорта начались летом 1978 года. Новый аэровокзал планировали построить позднее, а на первых порах решено было на автобусах доставлять пассажиров из старого аэровокзала или даже от агентства «Аэрофлота». Агентство открылось в недавно построенной высотке. Тут размещалось 6 кассиров и справочное бюро, что давало возможность обслуживать около 100 клиентов в час. Как и большинство украинских аэропортов подобного масштаба, на рубеже 1980-90-х годов, после развала СССР, аэропорт «Сумы» стал убыточным. Годовой пассажиропоток сумского аэропорта резко упал: в 1980 году он составлял 200 тыс. человек, в 1990 году — 104 тыс., в 1995 году — 2 тыс. человек.
В 2002 году аэропорт был передан из государственной собственности в собственность Сумского облсовета, после чего уже к 2014 году ОКП «Аэропорт Сумы» практически прекратил своё существование. Договоры с авиакомпаниями не заключались, а всё имущество распродавалось. Обслуживающий персонал был сокращен до минимума и переведен на трёхдневный режим работы, за исключением директора и бухгалтерии. В конце 2005 года сумской облсовет принял решение о передаче аэропорта в госсобственность. Смысл этого преобразования был в том, чтобы привлекать государственные средства для финансирования объекта. Но государство так и не приняло аэропорт. Директор ОКП «Аэропорт Сумы» был уволен в 2015 году по решению сумского облсовета. По состоянию на май 2015 года новый директор всё ещё не назначен.
Здание недостроенного в советские времена аэровокзала с недавних времен используется представителями сумских экстремальных движений (скейтеры, BMX-еры) для катания.
В 2010 году сумская администрация планировала возобновить работу аэропорта, для чего нужно было отремонтировать ВПП и отремонтировать здание терминала, чтобы оно соответствовало европейским нормам. В 2011 году планировалось предать аэропорт инвесторам из Великобритании, которые были готовы вложить в предприятие от 500—700 млн грн для ремонта терминала, реконструкции ВПП и строительство пунктов общественного питания и отеля. В 2015 году была договорённость с польским аэропортом Катовице на осуществление грузовых рейсов, которые приносили в бюджет предприятия 400 тыс. грн ежегодно, покрывая таким образом часть из 2,2 млн грн, необходимых ежегодно для работы аэропорта. Кроме того, ведётся работа по поиску инвесторов для реконструкции аэропорта.
В декабре 2016 года кабинет министров изменил классификацию международного пункта пропуска через границу Украины в аэропорту «Сумы» с пассажирского на грузопассажирский. Это позволит обслуживать авиационные грузоперевозки, что приведёт к развитию отрасли в регионе. В январе 2017 года комплекс сооружений аэропорта посетили руководители сумского областного совета. По их словам аэропорт сейчас находится «в запущенном состоянии, но с надеждой на развитие». Главной сложностью до сих пор является отсутствие денег на ремонт ВПП, что тормозит развитие всего комплекса. Глава облсовета заявила, что будет делать всё возможное для поиска инвесторов и средств финансирования для восстановления аэропорта. На 2017 год в областном бюджете было заложено 4,25 млн грн для финансирования аэропорта, но так как с декабря 2016 года аэропорт получил дополнительный статус международного грузового, его руководство планирует просить еще 5—7 млн грн для оборудования рабочих мест сотрудников таможенной и пограничной службы, прохождения сертификации, приобретения техники.